# رينولد راينر
رينولد راينر (بالإيطالية: Reinhold Rainer)‏ هو متسابق على الجليد بمزلاجة إيطالي، ولد في 29 أغسطس 1973 في ستيرزنج في إيطاليا.

## وصلات خارجية
- رينولد راينر على موقع FIL (الإنجليزية)
- رينولد راينر على موقع اللجنة الأولمبية الدولية (الإنجليزية)
- رينولد راينر على موقع أوليمبيديا (الإنجليزية)